# Enterobacter cloacae
Espèce
Synonymes
- Bacillus cloacae Jordan 1890
- Bacterium cloacae Lehmann & Neumann 1896
- Cloaca cloacae Castellani & Chalmers 1919

Enterobacter cloacae est l'ancienne Bacillus cloacae décrite en 1890. C'est une des espèces du genre de bactéries Enterobacter. Ce sont des bacilles à Gram négatif de la famille des Enterobacteriaceae faisant partie de l'embranchement des Pseudomonadota.

## Historique
Enterobacter cloacae est une des plus anciennes bactérie décrite. Elle l'a été en 1890 par EO Jordan sous le nom de Bacillus cloacae. En 1960, cette espèce est transférée dans le genre Enterobacter nouvellement créé. Cette nomenclature a été validée en 1980. Des souches du genre Enterobacter qui étaient désignées comme le NIH Group 21 au sein du National Institute of Health de Tokyo qui ressemblaient à Enterobacter cloacae ont finalement été décrite en 1996 sous le nom Enterobacter kobei.

## Taxonomie

### Étymologie
L'étymologie de cette espèce E. cloacae est la suivante : clo.a’cae L. gen. fem. n. cloacae, isolée d'un égout,.

### Phylogénie
L'espèce E. cloacae est incluse dans le genre Enterobacter, dans la famille Enterobacteriaceae.

### Sous-espèces
Deux sous-espèces ont été décrites pour E. cloacae :
- E. cloacae subsp. cloacae
- E. cloacae subsp. dissolvens : reclassement de Erwinia dissolvens

## Description
Enterobacter cloacae est une bactérie aérobie à Gram négatif. Cette espèce est formée des bacilles non pigmentés mobiles par l'intermédiaire d'un flagelle péritriche et dont le test oxydase est négatif et le test catalase est positif. Ces bactéries sont capables de fermentation. La composition en bases GC de son ADN est de 53 % à 55 % selon les sous-espèces.
La souche type de l'espèce E. cloacae est la souche 279-56 qui porte les identifiants ATCC 13047, CCUG 28448, CCUG 29301, CCUG 6323, CIP 60.85, DSM 30054, HAMBI 1295, HAMBI 96, IFO 13535, JCM 1232 (Japanese Collection of Microorganisms), LMG 2783, NBRC 13535 et NCTC 10005 dans différentes banques de cultures bactériennes,.

## Habitat
L'espèce E. cloacae est une espèce de bactérie fréquemment isolée d'échantillons cliniques humains et sa souche type, 279-56 a été isolée d'un échantillon de LCR humain.